# نویل ایستن
نویل ایستن (انگلیسی: Nojel Eastern؛ زادهٔ ۲۶ مهٔ ۱۹۹۹) بازیکن بسکتبال اهل ایالات متحده آمریکا است.

## دستاورد
وی در مسابقات کشوری و بین‌المللی در مجموع برندهٔ ۱ مدال نقره شده‌است.